# François-Joseph Talma

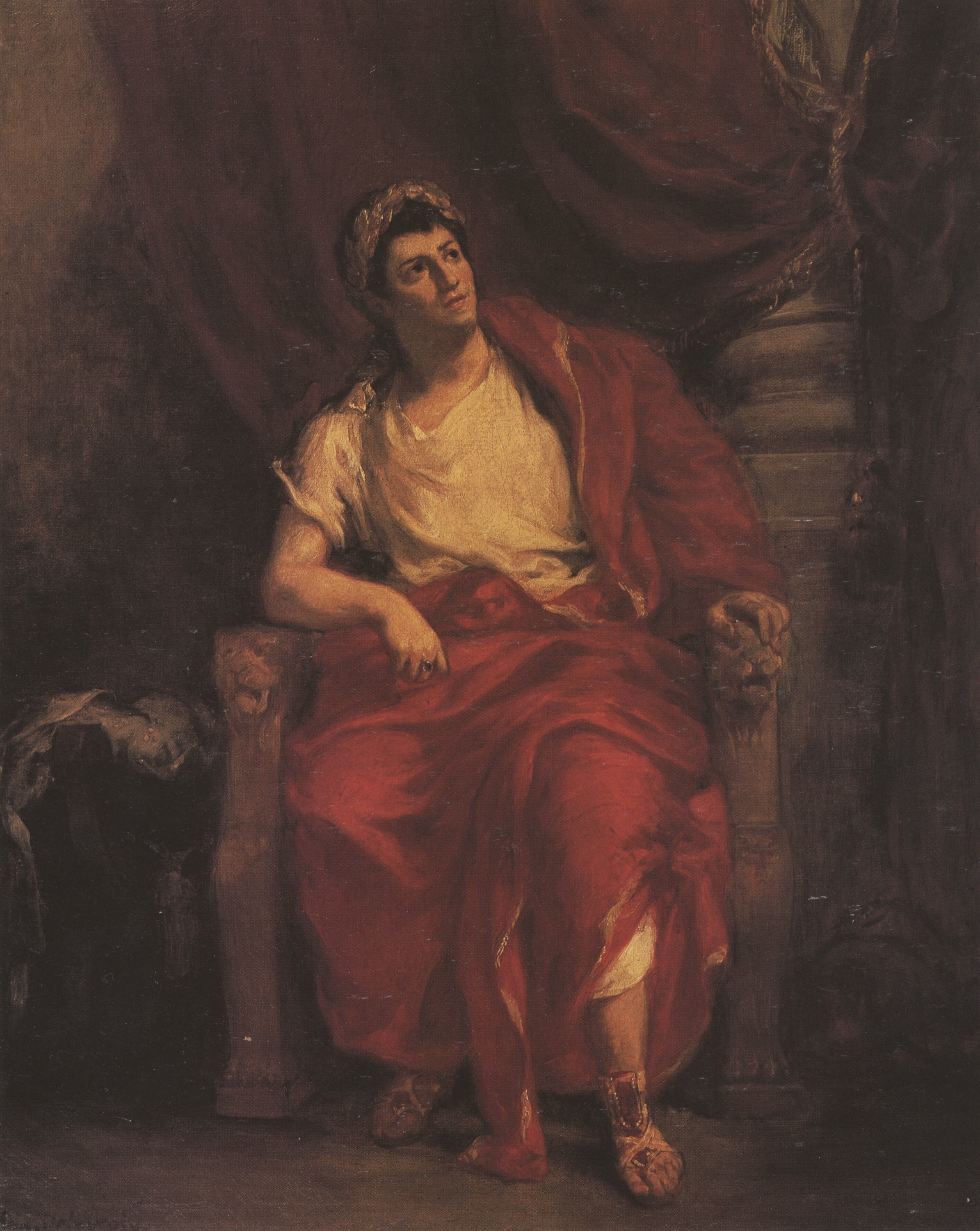
Talma som Nero i Racines Britannicus, målad av Eugène Delacroix.

François-Joseph Talma, född 15 januari 1763 i Paris, död 1826, var en fransk skådespelare.
Talma var både politiskt och konstnärligt den franska revolutionens ledande skådespelare. Han lämnade den konservativa Théâtre Français där han hade debuterat 1787, och grundade Le Théâtre de la Nation (den nuvarande Théâtre Français). Han bröt med tidens konstlade spelstil och införde naturlig psykologisk karaktärsteckning och korrekta historiska kostymer. Som vän till Napoleon blev han också kejsartidens stora tragiska scenkonstnär. Till hans främsta roller hörde Hamlet och Othello hos Shakespeare, Julius Caesar hos Corneille och Nero i Racines Britannicus.